# هربرت فرانتیر
هربرت فرانتیر (انگلیسی: Herbert Fortier؛ ۱۸۶۷ – ۱۶ فوریه ۱۹۴۹) بازیگر اهل کانادا بود.
از فیلم‌هایی که وی در آن‌ها نقش داشته‌است، می‌توان به دخترک رام‌نشده و نیمه‌شب اشاره نمود.